# Jeshi la Kujenga Uchumi FC
Jeshi la Kujenga Uchumi FC (prescurtat JKU FC) este o echipă de fotbal din Zanzibar, care evoluează în prima ligă a țarii.
A câștigat Cupa Nyerere în 1974.